# Skyfall (film)
Skyfall – brytyjski film szpiegowski z 2012 roku o przygodach Jamesa Bonda, wyprodukowany przez Eon Productions. Za reżyserię odpowiadał Sam Mendes, a za scenariusz Neal Purvis i Robert Wade oraz John Logan. W rolę agenta 007 po raz trzeci wcielił się Daniel Craig, a obok niego w rolach głównych wystąpili Javier Bardem, Ralph Fiennes, Naomie Harris, Bérénice Marlohe, Albert Finney oraz Judi Dench. Jest to dwudziesta trzecia produkcja wchodząca w skład serii filmów o Bondzie.
Po wydarzeniach z poprzedniej części, Bond bada sprawę ataku na siedzibę MI6. Tropy prowadzą go do spisku byłego agenta Raoula Silvy, który chce zemścić się na M za porzucenie go. W filmie powracają postaci, znane z wcześniejszych filmów, ale nieobecne przez ostatnie dwie części: Q, grany przez Bena Whishawa, i panna Moneypenny, grana przez Naomie Harris.
Mendes otrzymał propozycję wyreżyserowania filmu po premierze Quantum of Solace w 2008 roku. Prace nad filmem zostały zawieszone, gdy MGM popadło w tarapaty finansowe i nie zostały wznowione, dopóki firma nie poradziła sobie z bankructwem w grudniu 2010 roku; w międzyczasie pierwotny scenarzysta, Peter Morgan, opuścił projekt. Kiedy produkcja została wznowiona, Logan, Purvis i Wade kontynuowali pisanie ostatecznej wersji scenariusza. Zdjęcia do filmu rozpoczęły się w listopadzie 2011 roku. Piosenkę przewodnią o tym samym tytule co film zaśpiewała Adele.
Skyfall miał premierę w Royal Albert Hall w Londynie 23 października 2012 roku. W Wielkiej Brytanii został wydany 26 października, a w Ameryce Północnej 9 listopada. Był to pierwszy film o Jamesie Bondzie, który był wyświetlany w kinach IMAX, choć nie był kręcony kamerami tego typu. Premiera zbiegła się z 50. rocznicą powstania serii, którą zapoczątkował film Doktor No w 1962 roku. Film zdobył wiele wyróżnień, w tym dwa Oscary, dwie nagrody BAFTA i dwie nagrody Grammy. Otrzymał bardzo pozytywne recenzje krytyków i był czternastym filmem, który zarobił ponad 1 miliard dolarów na całym świecie, a także jedynym filmem o Jamesie Bondzie, który tego dokonał. Wielu krytyków uznało, że Skyfall był najlepszym filmem o Bondzie. W 2012 stał się siódmym najlepiej zarabiającym filmem wszech czasów, najlepiej zarabiającym filmem w Wielkiej Brytanii, najlepiej zarabiającym filmem z całej serii, najlepiej zarabiającym filmem na całym świecie zarówno dla Sony Pictures, jak i MGM oraz drugim najlepiej zarabiającym filmem roku.
W 2015 roku pojawił się kolejny film z serii, Spectre.

## Fabuła
W Stambule agenci MI6 James Bond i Eve Moneypenny ścigają najemnika Patrice’a, który ukradł dysk twardy, zawierający dane tajnych agentów. Gdy Bond i Patrice walczą na dachach wagonów jadącego pociągu, M każe Moneypenny strzelać do Patrice’a, mimo że ta nie ma dobrej pozycji; Moneypenny nieumyślnie trafia Bonda, który wpada do rzeki. Bond zostaje uznany za zmarłego, a Patrice ucieka z twardym dyskiem.
Trzy miesiące później, w związku z publicznym dochodzeniem w sprawie postępowania M ze skradzionym dyskiem twardym, jest ona naciskana do przejścia na emeryturę przez Garetha Mallory’ego, przewodniczącego Komisji Wywiadu i Bezpieczeństwa w Parlamencie i byłego oficera SAS. Chociaż twierdzi, że jest nadal przydatna, serwery MI6 zostają zhakowane, a M otrzymuje wyszydzającą wiadomość na chwilę przed tym, jak budynek MI6 eksploduje. Bond, który wykorzystał swoją domniemaną śmierć do przejścia na emeryturę, dowiaduje się o ataku i wraca do służby w Londynie. Nie udaje mu się przejść fizycznych, medycznych i psychologicznych badań, ale M zatwierdza jego powrót w teren, nakazując mu zidentyfikowanie pracodawcy Patrice’a, odzyskanie dysku i zabicie Patrice’a. Bond poznaje Q, nowego kwatermistrza MI6, który daje mu nadajnik radiowy i pistolet Walther PPK.
W Szanghaju Bond śledzi Patrice’a, ale nie jest w stanie zapobiec zabiciu przez niego celu. Oboje muszą ze sobą walczyć i Patrice ginie, zanim Bond dowiaduje się tożsamości jego pracodawcy. Bond znajduje żeton będący zapłatą za zamach, który Patrice zamierzał spieniężyć, co prowadzi go do kasyna w Makau. Tam do Bonda zbliża się Sévérine, wspólniczka Patrice’a. Rozpoznając jej tatuaż, Bond dochodzi do wniosku, że była ona niewolnicą seksualną „uratowaną” przez przestępcę, który teraz ją zatrudnia – człowieka, z którym Bond chciałby się spotkać. Ostrzega go, że jest celem jej ochroniarzy, ale obiecuje pomóc, jeśli Bond zabije jej pracodawcę. Bond udaremnia atak i dołącza do Sévérine na jej jachcie, zwanym Chimera. Dopływają na opuszczoną wyspę u wybrzeży Makau, gdzie załoga przechwytuje i dostarcza ich do pracodawcy Sévérine, Raoula Silvy. Jest to były agent MI6, który stał się cyberterrorystą i zorganizował atak na MI6. Silva zabija Sévérine, ale Bond alarmuje MI6, a agenci wydziału łapią Silvę.
W nowej podziemnej siedzibie MI6 Q próbuje odszyfrować laptop Silvy, ale nieumyślnie daje mu dostęp do serwerów MI6, co pozwala Silvie uciec. Q domyśla się, że Silva chciał zostać schwytany, w celu zabicia M w zemście za wydanie go rządowi Chin w 1997. Silva ucieka z celi, a Bond ściga go w londyńskim metrze i udaremnia atak podczas posiedzenia Parlamentu.
Bond postanawia zabrać M swoim zabytkowym Aston Martinem DB5 do Skyfall, jego domu z dzieciństwa w szkockich Highlands. Spotykają starego Kincade’a, który tam mieszka i razem tworzą serię pułapek w całym domu. Kiedy ludzie Silvy przybywają, Bond, M i Kincade zabijają większość z nich, ale M zostaje ranna. Silva przybywa helikopterem z większą liczbą ludzi i bronią, więc Bond wysyła M i Kincade’a przez tunel dla księży, aby ukryli się w pobliskiej kaplicy. Dom i helikopter zostają zniszczone, a Bond ucieka tym samym tunelem.
Silvie udaje się przeżyć i przybywa do kaplicy, gdzie spotyka M. Daje jej swój pistolet do ręki i przyciska swoją skroń do jej, błagając ją, by zabiła ich obu. Bond przybywa i zabija Silvę, wbijając mu nóż w plecy. M, na skutek odniesionych ran, umiera w ramionach Bonda.
Po pogrzebie M Moneypenny oficjalnie przedstawia się Bondowi i mówi mu, że wycofuje się z pracy w terenie, by zostać sekretarką Mallory’ego, nowo mianowanego M. Bond spotyka się z Mallorym i mówi mu, że jest gotowy do powrotu na służbę.

## Obsada
- Daniel Craig jako James Bond, agent MI6, posiadający status 00, dający mu licencję na zabijanie[5].
- Judi Dench jako M, szef MI6. Odgrywa w życiu Bonda rolę matki, mimo wątpliwości co do jego awansu. Był to siódmy i ostatni film Dench w tej roli[6].
- Javier Bardem jako Raoul Silva, były agent MI6, teraz cyberterrorysta[7].
- Ralph Fiennes jako Gareth Mallory, przewodniczący Komitetu Wywiadu i Bezpieczeństwa i były podpułkownik SAS (a później nowy M)[8].
- Naomie Harris jako Eve Moneypenny, agentka MI6[5].
- Bérénice Marlohe jako Sévérine, współpracowniczka i kochanka Silvy[9].
- Albert Finney jako Kincade, gajowy posiadłości Skyfall[10].

Ponadto w filmie wystąpili również: Ben Whishaw jako Q, kwatermistrz MI6, Rory Kinnear jako Bill Tanner, szef sztabu MI6, Ola Rapace jako Patrice, najemnik Silvy, Helen McCrory jako poseł Clair Dowar, Nicholas Woodeson jako Doctor Hall, Bill Buckhurst jako Ronson, Elize du Toit jako Vanessa oraz Tonia Sotiropoulou jako kochanka Bonda.
W rolach cameo pojawili się Wolf Blitzer jako on sam, Michael G. Wilson jako jeden z uczestników pogrzebu, Huw Edwards jako on sam, a także Gregg Wilson, syn producenta, jako człowiek w barze.

## Produkcja

### Rozwój projektu

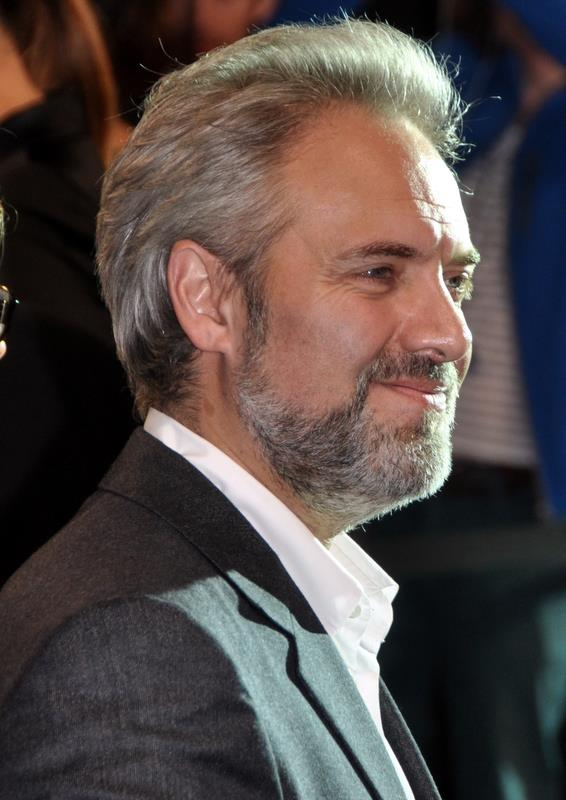
Reżyser filmu Sam Mendes, podczas premiery w Paryżu

Prace nad filmem rozpoczęły się w 2009 roku, ale zostały zawieszone w 2010 z powodu kłopotów finansowych MGM. Przedprodukcja została wznowiona po wyjściu MGM z bankructwa pod koniec grudnia 2010 roku, a w styczniu 2011 roku oficjalnie wyznaczono datę premiery na 9 listopada 2012 roku. Zdjęcia miały rozpocząć się pod koniec 2011 roku. W połowie 2011 MGM i Sony Pictures ogłosiły, że data premiery w Wielkiej Brytanii zostanie przesunięta na 26 października 2012, dwa tygodnie przed datą premiery w USA, zaplanowaną na 9 listopada 2012. Budżet filmu szacuje się na 150–200 milionów dolarów. Skyfall był częścią całorocznych obchodów 50. rocznicy wydania Doktor No i serii filmów o Bondzie.
Po wydaniu Quantum of Solace w 2008 roku producentka Barbara Broccoli zdradziła, że niezatytułowana jeszcze wtedy kontynuacja, może w dalszym ciągu śledzić wątek organizacji Quantum, wprowadzony w Casino Royale i kontynuowany w Quantum of Solace. W sierpniu 2011 roku serbska gazeta „Blic” podała, że film będzie nosił tytuł Carte Blanche i będzie adaptacją ostatniej kontynuacji powieści Jefferya Deavera. 30 sierpnia Eon Productions oficjalnie zaprzeczyło jakimkolwiek powiązaniom między filmem a Carte Blanche, stwierdzając, że „nowy film nie będzie nosił tytułu Carte Blanche i nie będzie miał nic wspólnego z książką Jefferya Deavera”. 3 października 2011 MGM i Sony zarejestrowało kilkanaście domen, ujawniających tytuł filmu. Miesiąc później, podczas konferencji prasowej oficjalnie ogłoszono, że jest to Skyfall. Barbara Broccoli powiedziała, że tytuł „ma pewien emocjonalny kontekst, który zostanie ujawniony w filmie”.
Krótko po premierze Quantum of Solace, Daniel Craig zaproponował Samowi Mendesowi wyreżyserowanie następnej części. Mendes, który wcześniej pracował z Craigiem przy Drodze do zatracenia, nie odrzucił od razu oferty ze względu na zaangażowanie i entuzjazm Craiga. W listopadzie 2011 Michael G. Wilson i Barbara Broccoli oficjalnie ogłosili, że został on zatrudniony na stanowisku reżysera. Pojawiały się plotki, mówiące o tym, że Mendes zlecił przeróbki scenariusza, aby „usunąć sceny akcji z nadzieją na zdobycie Oscara”. Mendes jednak zaprzeczył temu, mówiąc, że sceny akcji są ważną częścią filmu.
Napisanie scenariusza pierwotnie zlecono Peterowi Morganowi, ale opuścił projekt, gdy MGM ogłosiło bankructwo i produkcja filmu utknęła w martwym punkcie; mimo odejścia Morgan stwierdził później, że ostateczny scenariusz opierał się na jego oryginalnym pomyśle, chociaż Mendes temu zaprzeczył. Robert Wade powiedział później, że „Neal i ja byliśmy dość mocno przesiąknięci Flemingiem. Myślę, że Peter był bardziej zainteresowany Le Carré. To po prostu nie zadziałało”.
Nowy scenariusz napisali Neal Purvis i Robert Wade, inspirując się opowiadaniami Żyje się tylko dwa razy (1964) i Człowiek ze złotym pistoletem (1965). Pod koniec 2010 roku ukończyli szkic, zatytułowany Nothing is Forever. Ostateczny scenariusz został ponownie napisany przez Johna Logana, który zachował jednak większość historii Purvisa i Wade’a. Logan wspominał, że do projektu wciągnął go Mendes, który jest jego wieloletnim przyjacielem i przyznał, że pisanie Skyfall było jednym z najlepszych doświadczeń, jakie miał w pracy scenarzysty. Nad scenariuszem pracował również Jez Butterworth, ale nie uwzględniono go jako współautora.

### Casting
Główna obsada została ogłoszona na konferencji prasowej, która odbyła się w hotelu Corinthia w Londynie 3 listopada 2011 roku, dokładnie pięćdziesiąt lat po tym, jak poinformowano, że Sean Connery zagra Jamesa Bonda w filmie Doktor No. Daniel Craig po raz trzeci powrócił jako James Bond. Mendes opisał Bonda jako doświadczającego „znużenia, nudy, depresji i trudności związanych z tym, co wybrał do robienia w życiu”. Judi Dench po raz siódmy i ostatni powróciła jako M.
Javier Bardem został obsadzony w roli głównego złoczyńcy, Raoula Silvy. Bardem opisał Silvę jako „więcej niż złoczyńcę”, natomiast Craig stwierdził, że relacja Bonda i Silvy jest „bardzo ważna”. Mendes przyznał, że bardzo chciał, aby Bardem przyjął rolę i widział potencjał, by postać została uznana za jedną z najbardziej pamiętnych w serii. Chciał stworzyć „coś, co widzowie mogą uznać za nieobecne w filmach o Bondzie od dłuższego czasu”. Przygotowując się do roli, Bardem zlecił przetłumaczenie scenariusza na swój ojczysty język, czyli hiszpański, co Mendes uznał za oznakę jego zaangażowania. Bardem przefarbował włosy na blond na potrzeby roli, co doprowadziło niektórych do sugestii podobieństwa do założyciela WikiLeaks, Juliana Assange’a. Bérénice Marlohe została obsadzona w roli Séverine. Marlohe opisała swoją postać jako „czarującą i enigmatyczną”. Zdradziła, że inspirowała się postacią Xenii Onatopp z filmu GoldenEye (graną przez Famke Janssen).
Ralph Fiennes został obsadzony w roli Garetha Mallory’ego. Fiennes był wcześniej brany pod uwagę do zagrania Bonda, podczas castingu do GoldenEye. Naomie Harris została obsadzona w roli powracającej postaci panny Moneypenny. Początkowo poinformowano, że Harris zagra Eve, agentkę MI6, która blisko współpracuje z Bondem. Pomimo spekulacji, że jest to panna Moneypenny, nie zostało to potwierdzone przez nikogo zaangażowanego w produkcję, a sama Harris odrzuciła twierdzenia, że Eve jest w rzeczywistości Moneypenny. Inną powracającą postacią był Q, grany przez Bena Whishawa. Mendes początkowo odmówił potwierdzenia, jaką rolę zagra Whishaw, ale później powiedział, że pomysł ponownego wprowadzenia postaci był jego. W roli Kincade’a Mendes obsadził Alberta Finneya. Producenci rozważali zwrócenie się do Seana Connery’ego, aby zagrał tę rolę jako hołd w 50. rocznicę serii, ale zdecydowali się tego nie robić. Uznali takie rozwiązanie za zbyt problematyczne, twierdząc, że „on był Bondem i głupio by było, gdyby nagle pojawił się jako inna postać”.

### Zdjęcia

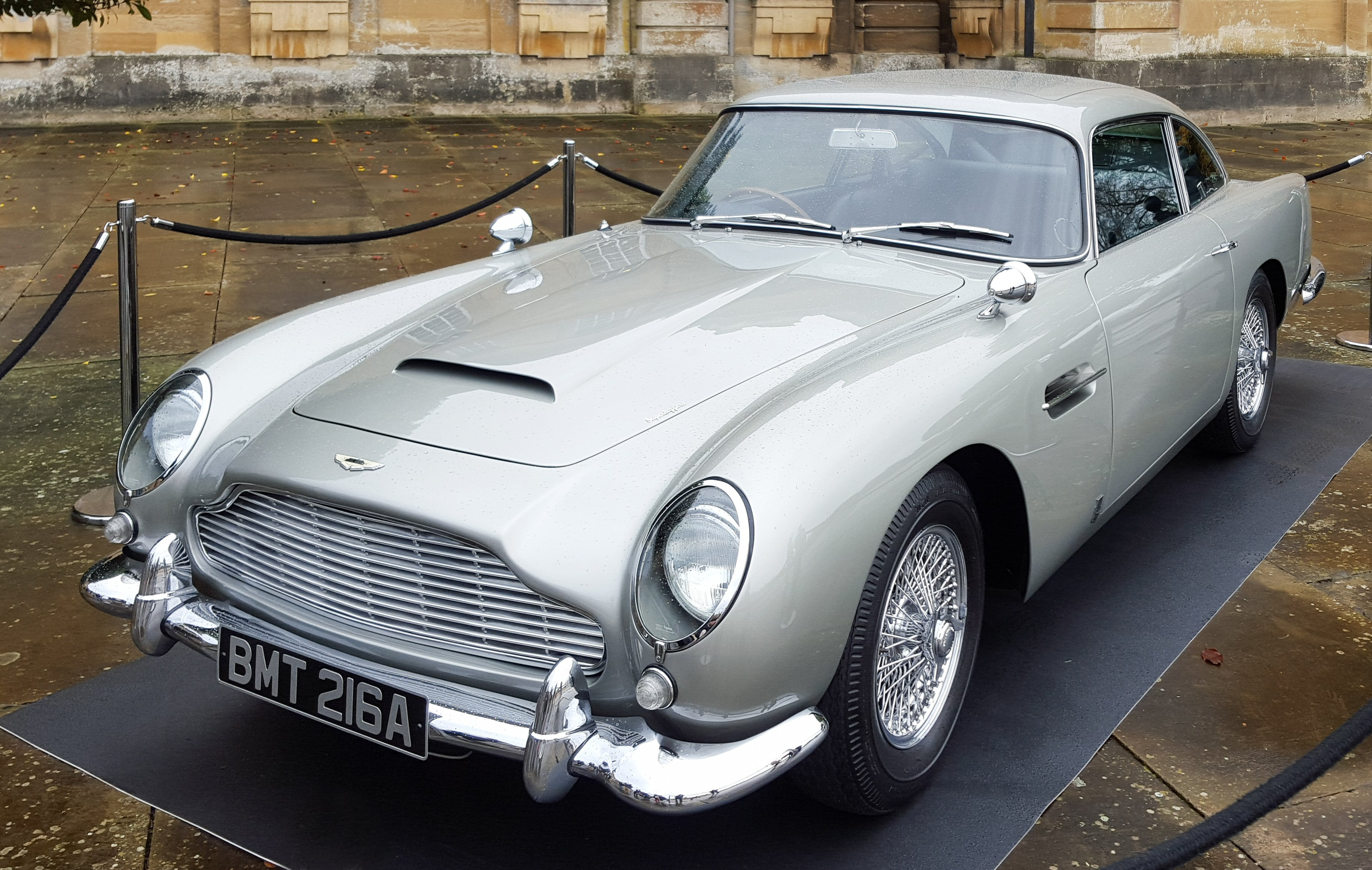
Aston Martin DB5, użyty w filmie

W kwietniu 2011 roku Sam Mendes i Barbara Broccoli udali się do RPA w celu poszukiwania odpowiednich lokacji do kręcenia filmu. Kiedy w sierpniu film wszedł w fazę przedprodukcji, pojawiły się informacje, że zdjęcia będą przeprowadzane w Indiach, a dokładnie w dzielnicy Sarojini Nagar w New Delhi oraz na liniach kolejowych pomiędzy Goa i Ahmadabadem. Ekipa produkcyjna miała jednak problemy z uzyskaniem pozwolenia na zamknięcie odcinków linii kolejowej Konkan Railway. Podobne problemy napotkały ekipy pracujące nad filmami Mroczny Rycerz powstaje i Mission: Impossible – Ghost Protocol. Pozwolenie zostało w końcu przyznane ekipie produkującej Bonda, ale film ostatecznie nie był kręcony w Indiach.

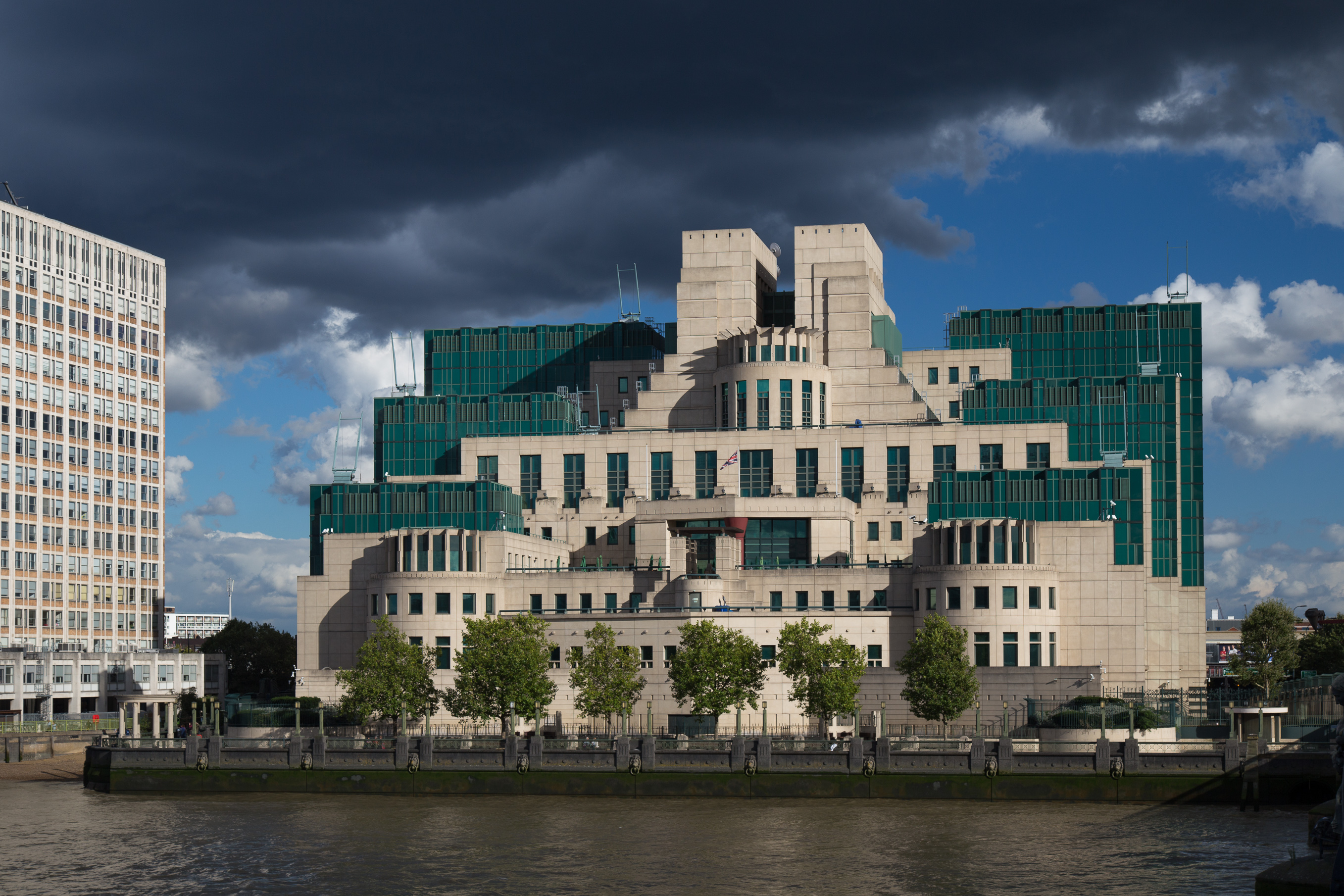
Siedziba MI6 w Londynie

Główne zdjęcia miały trwać maksymalnie 133 dni, jednak ostatecznie zakończyły się po 128. Prace na planie zaczęły się 7 listopada 2011 roku w Londynie. Odpowiadał za nie Roger Deakins, który współpracował wcześniej z Mendesem przy filmach Jarhead i Revolutionary Road. Nakręcił on cały film używając kamer cyfrowych Arri Alexa. Był to pierwszy film o Bondzie, sfilmowany w taki sposób. Sceny filmowano m.in. na stacjach londyńskiego metra, na parkingu koło targu Smithfield Market w dzielnicy Smithfield, w National Gallery, Southwark, Whitehall, Parliament Square, na stacji Charing Cross, w Old Royal Naval College w Greenwich, na Cadogan Square i Tower Hill. Tunele Old Vic pod Waterloo Station służyły jako poligony MI6. Spotkanie Q i Bonda zostało nakręcone w Galerii Narodowej w nocy, gdy była zamknięta. Biura Departamentu Energii i Zmian Klimatu zostały wykorzystane do sceny pod koniec filmu, kiedy Bond stoi na dachu. Most Vauxhall Bridge i Millbank zostały zamknięte dla ruchu ulicznego na czas kręcenia eksplozji w siedzibie MI6 przy Vauxhall Cross. W przeciwieństwie do Świat to za mało, w którym eksplozja w budynku została sfilmowana na dużej replice, ta eksplozja została dodana cyfrowo podczas postprodukcji. Finał filmu planowano nakręcić na Duntrune Castle w Argyll, ale krótko po rozpoczęciu pracy zmieniono lokalizację na Glen Coe. Dom rodzinny Bonda został zbudowany na Hankley Common w Surrey przy użyciu sklejki i gipsowego pełnowymiarowego modelu budynku. Scenę, w której Bond zostaje postrzelony nakręcono na wiadukcie Varda.

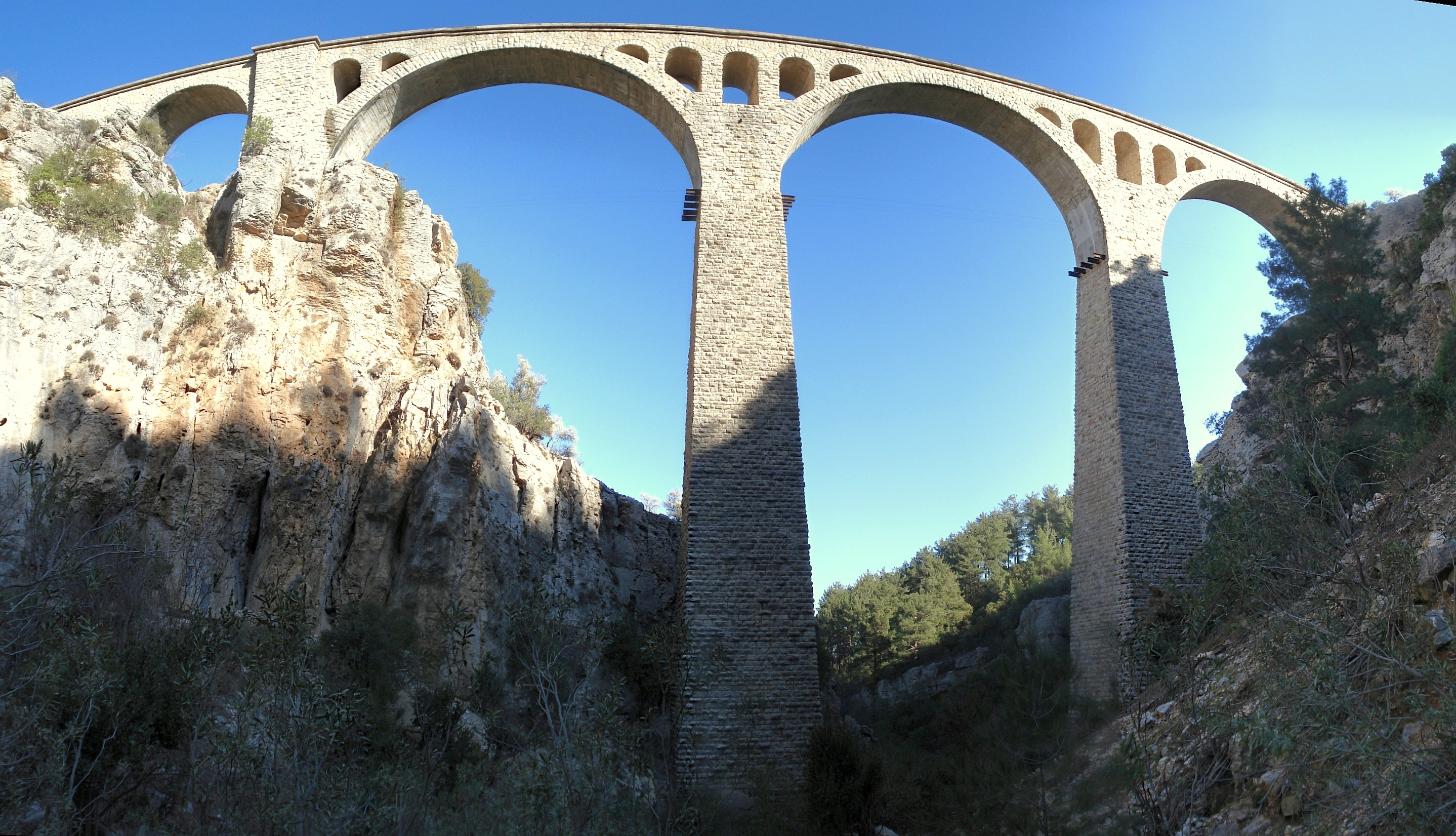
Wiadukt Varda, wykorzystany w scenie, w której Bond zostaje postrzelony

W marcu 2012 ekipa filmowa przeniosła się do Turcji, a zdjęcia trwały tam do 6 maja. Adana zastąpiła przedmieścia Stambułu. W kwietniu część Stambułu – m.in. Spice Bazaar, Yeni Camii, Grand Post Office, Sultanahmet Square i Grand Bazaar – została zamknięta na czas kręcenia filmu. Właściciele sklepów, którzy ucierpieli w wyniku tego zdarzenia, otrzymali pozwolenie na otwarcie swoich lokali, ale nie mogli prowadzić działalności gospodarczej. Produkcja została skrytykowana za rzekome uszkodzenie budynków podczas kręcenia pościgu motocyklowego na dachach. Wilson zaprzeczył temu, wskazując, że ekipa usunęła fragmenty dachów przed filmowaniem i zastąpiła je tymczasowymi replikami.
Mendes potwierdził, że w filmie pojawią się Chiny, a zdjęcia zaplanowano m.in. w Szanghaju. Logan zapewniał, że celowo poszukiwano lokalizacji, które byłyby „przeciwieństwem” Londynu, jako „takie, w których Bond czułby się nieswojo”. Sceny z udziałem głównych aktorów nie były kręcone w Szanghaju, ale w Wielkiej Brytanii. Basen Virgin Active w londyńskim Canary Wharf posłużył za hotelowy basen Bonda, Ascot Racecourse zastąpiło szanghajskie lotnisko Pudong International Airport, a londyński Broadgate Tower został wykorzystany jako wejście do szanghajskiego biurowca. Kasyno Golden Dragon w Makau zostało zbudowane w Pinewood Studios. Produkcja otrzymała pozwolenie na nakręcenie ujęcia lotniczego Szanghaju z helikoptera, użyczonego przez rząd chiński. Pierwsze oficjalne zdjęcie z filmu zostało opublikowane 1 lutego 2012 roku i pokazywało Craiga na planie wraz z szanghajskim wieżowcem w tle.
Siedziba Silvy była inspirowana Hashimą, opuszczoną wyspą u wybrzeży Nagasaki w Japonii. W filmie fikcyjna wyspa znajduje się w pobliżu Makau.
Film został przekonwertowany na format IMAX w celu projekcji w kinach IMAX. Deakins był niezadowolony z testów IMAX wykonanych na jego materiale, ponieważ kolory „nie wyglądały najlepiej”. Po głębszym zapoznaniu się z formatem Dickens wykonał kolejne testy, stwierdzając, że tym razem „obrazy wyglądały spektakularnie na dużym ekranie IMAX”, rozwiewając swoje wątpliwości co do formatu.
Dennis Gassner powrócił na stanowisko scenografa, a projektantem kostiumów została Jany Temime. Pracowali oni także przy poprzednich filmach o Bondzie

### Postprodukcja
Za efekty specjalne odpowiadali Steve Begg oraz Chris Corbould, a zrealizowały je studia Double Negative, MPC, Cinesite, Framestore, Peerless Camera Company, BlueBolt, Lola i Nvizible.
Double Negative zajęło się sekwencją pościgu w Turcji. Komputerowo dodało ono tylną część pociągu, natomiast moment, w którym zderza się z nim koparka, został naprawdę nakręcony. Scena, w której Bond spada z mostu, została nakręcona częściowo z użyciem podpiętego do lin kaskadera, a częściowo wygenerowana komputerowo z nałożoną twarzą Craiga. Studio MPC odpowiadało m.in. za sceny zniszczenia Aston Martina, rozbicie się helikoptera Silvy, pościg przez wrzosowiska i sekwencje walki w lodowym jeziorze oraz za ostatnie sekwencje filmu, w których Bond zabiera M do swojego rodzinnego domu. Głównym problemem było stworzenie odpowiedniego otoczenia wokół posiadłości, aby widoczna była zmiana pory dnia. Ostatecznie nakręcono ponad 200 różnych ujęć. Cinesite odpowiadało za cztery sekwencje w filmie. Najbardziej złożoną było stworzenie komputerowo warana z Komodo, z którym Bond walczy po bójce w kasynie. Twórcy odwiedzili w tym celu londyńskie zoo, aby dokładnie zbadać anatomię i ruch tych stworzeń. Dodatkowo studio to było odpowiedzialne za sceny w londyńskim metrze, tworzenie cyfrowych środowisk, które uzupełniały fizyczny plan produkcji, a także niektóre ujęcia z katastrofy pociągu. Studio Framestore opracowało sekwencję tytułową, podobnie jak w poprzednich filmach. Wszystkie potrzebne ujęcia zrealizowali w podwodnym planie w Pinewood Studios, na które później nałożono efekty specjalne. Firma Peerless Camera Company przygotowała scenę wybuchu siedziby MI6. Pracowała także przy niektórych scenach w kasynie, a także na balkonie w Makau. Studio Nvizible odpowiadało m.in. za scenę w tureckim barze, w której Bond musi wypić drinka, trzymając na ręce skorpiona. Zwierzę zostało w pełni wygenerowane komputerowo. Dodatkowo firma przyczyniła się do poprawienia panoramy Londynu z biura M oraz stworzenia monitorów w trakcie całego filmu.
Łącznie w Skyfall jest ponad 1300 ujęć z efektami wizualnymi.
Daniel Kleinman powrócił do zaprojektowania sekwencji tytułowej; zrezygnował z jej realizacji przy poprzednim filmie, by umożliwić stworzenie jej studiu graficznemu MK12.

## Muzyka
Thomas Newman, który wcześniej współpracował z Mendesem jako kompozytor American Beauty, Droga do zatracenia, Jarhead i Droga do szczęścia, zastąpił Davida Arnolda, stając się dziewiątym kompozytorem w historii serii. Arnold, zapytany o okoliczności odejścia z tej funkcji, skomentował, że Newman został wybrany przez Mendesa ze względu na ich wcześniejszą wspólną pracę, a nie z powodu zaangażowania Arnolda w Ceremonię Otwarcia Letnich Igrzysk Olimpijskich 2012. Album z muzyką Newmana został wydany 29 października 2012 roku w Wielkiej Brytanii i 6 listopada 2012 roku w Stanach Zjednoczonych.
W październiku 2012 brytyjska piosenkarka Adele potwierdziła, że napisała i nagrała piosenkę przewodnią filmu, do której tekst napisał Paul Epworth. Nosi taki sam tytuł jak film. Piosenka została wydana online o 0:07 czasu BST 5 października 2012 roku, w dniu nazwanym przez producentów „Dniem Jamesa Bonda”, czyli w 50. rocznicę wydania Doktor No.
Utwór wygrał Oscara, w kategorii najlepsza piosenka oryginalna. Był to pierwszy raz, kiedy piosenka z filmu Bondzie wygrała, a czwarty raz, kiedy została nominowana. Piosenka zdobyła również Brit Award dla najlepszego brytyjskiego singla.
W filmie pojawił się też utwór Charlesa Treneta z 1938 roku „Boum !”, a także cover piosenki „Boom Boom” The Animals z 1964 roku w wykonaniu Johna Lee Hookera.
| Standard Edition – 2012 | Standard Edition – 2012  | Standard Edition – 2012 |
| Nr                      | Tytuł utworu             | Długość                 |
| ----------------------- | ------------------------ | ----------------------- |
| 1.                      | „Grand Bazaar, Istanbul” | 5:14                    |
| 2.                      | „Voluntary Retirement”   | 2:22                    |
| 3.                      | „New Digs”               | 2:32                    |
| 4.                      | „Sévérine”               | 1:20                    |
| 5.                      | „Brave New World”        | 1:50                    |
| 6.                      | „Shanghai Drive”         | 1:26                    |
| 7.                      | „Jellyfish”              | 3:22                    |
| 8.                      | „Silhouette”             | 0:56                    |
| 9.                      | „Modigliani”             | 1:04                    |
| 10.                     | „Day Wasted”             | 1:31                    |
| 11.                     | „Quartermaster”          | 4:48                    |
| 12.                     | „Someone Usually Dies”   | 2:29                    |
| 13.                     | „Komodo Dragon”          | 3:20                    |
| 14.                     | „The Bloody Shot”        | 4:46                    |
| 15.                     | „Enjoying Death”         | 1:13                    |
| 16.                     | „The Chimera”            | 1:58                    |
| 17.                     | „Close Shave”            | 1:32                    |
| 18.                     | „Health & Safety”        | 1:29                    |
| 19.                     | „Granborough Road”       | 2:32                    |
| 20.                     | „Tennyson”               | 2:14                    |
| 21.                     | „Enquiry”                | 2:49                    |
| 22.                     | „Breadcrumbs”            | 2:02                    |
| 23.                     | „Skyfall”                | 2:32                    |
| 24.                     | „Kill Them First”        | 2:22                    |
| 25.                     | „Welcome to Scotland”    | 3:21                    |
| 26.                     | „She’s Mine”             | 3:53                    |
| 27.                     | „The Moors”              | 2:39                    |
| 28.                     | „Deep Water”             | 5:11                    |
| 29.                     | „Mother”                 | 1:48                    |
| 30.                     | „Adrenaline”             | 2:18                    |
|                         |                          | 1:16:53                 |

## Wydanie
Światowa premiera filmu odbyła się 23 października 2012 roku w Royal Albert Hall w Londynie. W wydarzeniu wziął udział Karol, książę Walii i jego żona Kamila, księżna Kornwalii. Karol poprosił, aby pieniądze zebrane podczas premiery zostały przekazane organizacjom charytatywnym, które służyły byłym lub obecnym członkom brytyjskich agencji wywiadowczych. Produkcja zadebiutowała w kinach w Wielkiej Brytanii oraz Polsce trzy dni później 26 października.
Premiera w Szwajcarii miała miejsce 27 października 2012. 31 października film zadebiutował w Hiszpanii, Holandii, Serbii, na Filipinach i we Włoszech, a dzień później m.in. w Austrii, Argentynie, Niemczech, Grecji, Chorwacji, Peru, Indiach i na Ukrainie. Premiera w krajach Ameryce Południowej odbyła się 2 listopada, a w krajach Ameryki Północnej 9 listopada. Skyfall był też pierwszym filmem o Bondzie, który był wyświetlany w salach IMAX.
Skyfall wzbudził pewne kontrowersje ze strony US Sexual Violence Resource Center, które twierdziło, że Bond „nadużywa swojej władzy i autorytetu” w scenie, która sugeruje, że Bond inicjuje stosunek seksualny z Sévérine, byłą ofiarą handlu ludźmi.
Film został wydany na DVD i Blu-ray w USA i Kanadzie 12 lutego 2013, a w Wielkiej Brytanii 18 lutego 2013.
22 października 2019 został wydany w formacie Ultra HD Blu-ray wraz z pozostałymi trzema filmami z Danielem Craigiem w roli Bonda w zestawie boxset 4K. Dodatkowo Skyfall został wydany samodzielnie 25 lutego 2020 roku przez 20th Century Studios Home Entertainment.

## Odbiór

### Box office
Skyfall zarobił na całym świecie ponad 1,1 miliarda dolarów i w momencie premiery był najlepiej zarabiającym filmem Sony Pictures na świecie oraz czwartym najlepiej zarabiającym filmem 2012 roku. W weekend otwarcia film zarobił ponad 80,5 miliona dolarów w 25 krajach. W Wielkiej Brytanii film zarobił 20 milionów funtów, z czego 1 mln funtów w weekend otwarcia, co jest drugim co do wielkości otwarciem w historii, po Harry Potter i Insygnia Śmierci: Część II. Film uzyskał również drugie co do wielkości otwarcie w kinach IMAX, po Mroczny Rycerz powstaje. Skyfall ustanowił rekord największego zysku siedmiodniowego brutto, wynoszący 37,2 mln funtów, co przebija poprzedniego rekordzistę – Harry Potter i Insygnia Śmierci: Część II – o prawie 2 miliony funtów. Do 9 listopada 2012 roku film zarobił ponad 57 milionów funtów i prześcignął drugą część Mrocznego Rycerza, jako najlepiej zarabiający film 2012 roku i najlepiej zarabiający film o Jamesie Bondzie wszech czasów w Wielkiej Brytanii. Po 40 dniach od premiery całkowita suma zysków brutto w Wielkiej Brytanii wyniosła prawie 94,5 miliona funtów, co uczyniło produkcję najlepiej zarabiającym filmem w Wielkiej Brytanii, prześcigając o niecałe pół miliona funtów Avatara. 30 grudnia 2012 roku stał się pierwszym filmem, który zarobił w Wielkiej Brytanii ponad 100 milionów funtów.
W Chinach została wydana ocenzurowana wersja filmu w styczniu 2013 i zarobiła ponad 59 mln dolarów.
Produkcja ustanowiła rekord weekendu otwarcia w Szwajcarii (5,3 mln dolarów) i odnotowała drugi co do wielkości weekend otwarcia w Indiach, po Niesamowitym Spider-Manie (5,1 mln dolarów). Wpływy z weekendu otwarcia we Francji wyniosły 14,3 mln dolarów. W Austrii film osiągnął drugi najwyższy weekend otwarcia w historii (3,4 mln dolarów), za Władcą Pierścieni: Powrót Króla, natomiast w Finlandii ustanowił rekord dochodu z weekendu otwarcia po wyłączeniu pokazów przedpremierowych (1,47 mln dolarów).
W Ameryce Północnej film został wyświetlony w ponad 3,5 tys. kinach, co było największą taką liczbą dla filmu o Bondzie. Film zarobił 2,4 miliona dolarów z pokazów w dniu premiery i kolejne 2,2 miliona dolarów z kin IMAX i kin wielkoformatowych. Skyfall osiągnął 30,8 mln dolarów w dniu otwarcia w USA i Kanadzie oraz 88,4 mln dolarów w weekend otwarcia, co stanowiło największy jak dotąd debiut filmu o Bondzie. Do końca okresu wyświetlania w kinach film zarobił 304,4 mln dolarów w Stanach Zjednoczonych i Kanadzie, co uczyniło go czwartym najlepiej zarabiającym filmem 2012 roku w tych regionach.
W Polsce w weekend otwarcia film zgromadził ponad 400 000 widzów (drugi najlepszy wynik w 2012 roku). Do 31 grudnia 2012 film miał na swoim koncie ponad 1 600 000 widzów i był drugim najchętniej oglądanym filmem w polskich kinach w 2012 roku. Łącznie w Polsce produkcja zarobiła prawie 10,1 mln dolarów.
Skyfall został 14. filmem w historii i pierwszym o Bondzie, który zarobił ponad miliard dolarów. W 2013 był siódmym najlepiej zarabiającym filmem wszech czasów.

### Reakcje krytyków
Film spotkał się z pozytywnymi recenzjami krytyków. W serwisie Rotten Tomatoes 92% z 384 recenzji uznano za pozytywne, a średnia ocen wystawionych na ich podstawie wyniosła 8,2/10. Na agregatorze Metacritic średnia ważona ocen z 49 recenzji wyniosła 81 punktów na 100 punktów. Natomiast według serwisu CinemaScore, zajmującego się mierzeniem atrakcyjności filmów w Stanach Zjednoczonych, publiczność przyznała mu ocenę „A” w skali od A+ do F.
Todd McCarthy z „The Hollywood Reporter” uznał Skyfall za film „dramatycznie porywający, a jednocześnie zawierający podtekst humorystyczny”, dodając, że był to film, który miał „pewien ciężar i złożoność”. Peter DeBruge z „Variety” stwierdził, że największą siłą filmu jest chęć położenia takiego samego nacisku na charakteryzację, jak na sceny akcji, pozwalając im współistnieć, a nie konkurować o uwagę widzów. Manohla Dargis z „The New York Times”, uznała Skyfall za „znakomitą kontynuację Casino Royale”, która jest „obfita, a nie krzykliwa i uparcie, stopniowo wyciszana”. Kim Newman z magazynu „Empire” powiedział: „Skyfall to prawie wszystko, czego można chcieć od Bonda XXI wieku: fajny, ale nie sztuczny, szanujący tradycję, ale na czasie, poważny i stosunkowo złożony w swoich postaciach, ale z poczuciem zabawy, które ostatnio nie zawsze było oczywiste”. Roger Ebert z „Chicago Sun-Times” wystawił filmowi maksymalną ocenę czterogwiazdkową, opisując go jako „pełnokrwistą, radosną, inteligentną celebrację ukochanej ikony kultury” i nazywając „najlepszym Bondem od lat”. Ann Hornaday z „The Washington Post” uznała, że Sam Mendes ożywił serię, a sam film jest „elegancki, z klasą i właściwie wyważa szacunek dla spuścizny oraz odrobinę nowości”. Daniel Krupa z IGN stwierdził, że produkcja „przypomina widzom, że filmy o Bondzie mogą być nadal aktualne” dodając: „Sam Mendes znalazł chyba idealny sposób na złożenie hołdu tej nieprzemijającej ikonie kultury popularnej: Nakręcił najlepszy film o Bondzie”. Skrytykował jednak występ Naomie Harris, twierdzą, że była „niezręczna” i nie miała „praktycznie żadnej chemii” z Craigiem. Stephen Marche z portalu Esquire stwierdził, że był to najnudniejszy film o Bondzie, dodając: „Jest coś okropnie marnotrawnego w tym, że ci wszyscy genialni artyści celowo starają się nie bawić i nie zaskakiwać”.
Michał Walkiewicz z portalu Filmweb ocenił film na 9/10 twierdząc, że jest to film „przypominający prawdziwe znaczenie słów «tradycja» i «nowoczesność» i spełniony sen fanów cyklu”. Ewa Szulc z magazynu „Forbes” uznała, że „najmocniejszą stroną filmu są błyskotliwe dialogi”, ale skrytykowała występ Harris, mówiąc, że „nie dorasta do pięt Loid Maxwell, która wcielała się w sekretarkę Bonda przez kilkanaście odcinków z serii”. Janusz Wróblewski z „Polityki” wystawił filmowi 4 na 6 gwiazdek, stwierdzając, że „większość scen rozgrywa się pod dyktando obowiązujących serię reguł”; podkreślił jednocześnie, że „są też ciekawe pomysły, które wypasionemu efektami kinu akcji z rajdami samochodowymi po ślepych uliczkach i walkami kung-fu na dachach pędzącego pociągu nadają charakter nie tyle jeszcze bardziej atrakcyjnego thrillera, co dość smutnego w sumie i skłaniającego do refleksji dramatu psychologicznego”. Piotr Radecki z portalu telemagazyn.pl ocenił film na 9/10, mówiąc: „Magia kina i talent realizatorów powodują, że możemy zaakceptować fakt swoistej pętli czasowej, która powoduje, że Daniel Craig tworzy postać Bonda, który ma być poprzednikiem tego Bonda, którego grał 50 lat temu Sean Connery”. Adrian Zawada z serwisu naEkranie, oceniając film na 8+/10 powiedział: „Film, wchodząc do kin w okresie pełnej rocznicy, stanowi dobry przykład niespadającej formy serii, przeplatając jednocześnie klasykę z nowoczesnością”, dodając, że jest to „godne zamknięcie pewnego okresu i rozpoczęcie czegoś nowego”.

### Analizy i interpretacje
Pomimo pozytywnych recenzji w prasie Skyfall mierzył się z krytyką ze strony specjalistów z zakresu kulturoznawstwa. Marouf Hasian Jr. dostrzegł w filmie przykład angloamerykańskiej imperialnej nostalgii za czasami, kiedy brytyjskie ikony popkultury (wśród nich Bonda) przedstawiano jako obrońców porządku geopolitycznego. Skyfall w tym świetle pokazuje, że James Bond w wykonaniu Craiga, choć się starzeje, ma jeszcze siłę bronić elementarnego ładu na świecie i stąd bierze się popularność filmu: „Starzejący się Bond jest przedstawiony jako istota moralna, ale jego zwycięstwa wynikają z metafizycznej siły, którą czerpie z więzi z zabytkowymi korzeniami i dawnymi imperialnymi ideałami. W końcu Bondowi udaje się pokonać postmodernistycznych wrogów, którzy stracili swe moralne kompasy”. Klaus Dodds zauważał ponadto, że w filmie Skyfall śmierć granej przez Judi Dench postaci M – wprowadzonej do serii jeszcze w latach 90. na fali feministycznej krytyki filmów bondowskich – oznaczała powrót do patriarchalnej wymowy franczyzy: „Ostatecznie Skyfall sugeruje, że aby Wielka Brytania była bezpieczna w tych niepokojących czasach, potrzebuje mężczyzn w średnim lub późnym wieku (ubranych w dobrze skrojone garnitury), którzy będą rządzić w biurze i w terenie”. 

## Nagrody i nominacje
| Rok  | Nagroda                                              | Kategoria                                                                    | Nominowani                                                                            | Wynik     | Źródło          |
| ---- | ---------------------------------------------------- | ---------------------------------------------------------------------------- | ------------------------------------------------------------------------------------- | --------- | --------------- |
| 2012 | Nagroda Akademii Filmowej                            | Najlepsze zdjęcia                                                            | Roger Deakins                                                                         | Nominacja | [ 175 ]         |
| 2012 | Nagroda Akademii Filmowej                            | Najlepsza oryginalna ścieżka dźwiękowa                                       | Thomas Newman                                                                         | Nominacja | [ 175 ]         |
| 2012 | Nagroda Akademii Filmowej                            | Najlepsza piosenka oryginalna                                                | „Skyfall” (Adele Adkins, Paul Epworth)                                                | Wygrana   | [ 175 ]         |
| 2012 | Nagroda Akademii Filmowej                            | Najlepszy montaż dźwięku                                                     | Per Hallberg, Karen Baker Landers                                                     | Wygrana   | [ 175 ]         |
| 2012 | Nagroda Akademii Filmowej                            | Najlepsze miksowanie dźwięku                                                 | Stuart Wilson, Scott Millan, Greg P. Russell                                          | Nominacja | [ 175 ]         |
| 2012 | Nagroda Brytyjskiej Akademii Filmowej                | Najlepszy film brytyjski                                                     | Sam Mendes, Michael G. Wilson, Barbara Broccoli, Neal Purvis, Robert Wade, John Logan | Wygrana   | [ 176 ]         |
| 2012 | Nagroda Brytyjskiej Akademii Filmowej                | Najlepszy aktor drugoplanowy                                                 | Javier Bardem                                                                         | Nominacja | [ 176 ]         |
| 2012 | Nagroda Brytyjskiej Akademii Filmowej                | Najlepsza aktorka drugoplanowa                                               | Judi Dench                                                                            | Nominacja | [ 176 ]         |
| 2012 | Nagroda Brytyjskiej Akademii Filmowej                | Najlepsze zdjęcia                                                            | Roger Deakins                                                                         | Nominacja | [ 176 ]         |
| 2012 | Nagroda Brytyjskiej Akademii Filmowej                | Najlepszy montaż                                                             | Stuart Baird                                                                          | Nominacja | [ 176 ]         |
| 2012 | Nagroda Brytyjskiej Akademii Filmowej                | Najlepsza scenografia                                                        | Dennis Gassner, Anna Pinnock                                                          | Nominacja | [ 176 ]         |
| 2012 | Nagroda Brytyjskiej Akademii Filmowej                | Najlepsza muzyka oryginalna                                                  | Thomas Newman                                                                         | Wygrana   | [ 176 ]         |
| 2012 | Nagroda Brytyjskiej Akademii Filmowej                | Najlepszy dźwięk                                                             | Stuart Wilson, Scott Millan, Greg P. Russell, Per Hallberg, Karen Baker Landers       | Nominacja | [ 176 ]         |
| 2012 | Złoty Glob                                           | Najlepsza piosenka oryginalna                                                | „Skyfall” (Adele Adkins, Paul Epworth)                                                | Wygrana   | [ 177 ]         |
| 2012 | Nagroda Jupitera                                     | Najlepszy film międzynarodowy                                                | Sam Mendes                                                                            | Wygrana   | [ 178 ]         |
| 2012 | Nagroda Satelita                                     | Najlepszy film                                                               | Skyfall                                                                               | Nominacja | [ 179 ]         |
| 2012 | Nagroda Satelita                                     | Najlepszy aktor drugoplanowy                                                 | Javier Bardem                                                                         | Wygrana   | [ 179 ]         |
| 2012 | Nagroda Satelita                                     | Najlepsza aktorka drugoplanowa                                               | Judi Dench                                                                            | Nominacja | [ 179 ]         |
| 2012 | Nagroda Satelita                                     | Najlepsze zdjęcia                                                            | Roger Deakins                                                                         | Nominacja | [ 179 ]         |
| 2012 | Nagroda Satelita                                     | Najlepsza oryginalna ścieżka dźwiękowa                                       | Thomas Newman                                                                         | Nominacja | [ 179 ]         |
| 2012 | Nagroda Satelita                                     | Najlepsza piosenka oryginalna                                                | „Skyfall” (Adele Adkins, Paul Epworth)                                                | Nominacja | [ 179 ]         |
| 2012 | Nagroda Satelita                                     | Najlepsze efekty specjalne                                                   | Steve Begg, Arundi Asregadoo, Andrew Whitehurst                                       | Nominacja | [ 179 ]         |
| 2012 | Nagroda Saturn                                       | Najlepszy film akcji/przygodowy                                              | Skyfall                                                                               | Wygrana   | [ 180 ] [ 181 ] |
| 2012 | Nagroda Saturn                                       | Najlepszy aktor                                                              | Daniel Craig                                                                          | Nominacja | [ 180 ] [ 181 ] |
| 2012 | Nagroda Saturn                                       | Najlepszy aktor drugoplanowy                                                 | Javier Bardem                                                                         | Nominacja | [ 180 ] [ 181 ] |
| 2012 | Nagroda Saturn                                       | Najlepsza aktorka drugoplanowa                                               | Judi Dench                                                                            | Nominacja | [ 180 ] [ 181 ] |
| 2012 | Nagroda Saturn                                       | Najlepszy montaż                                                             | Stuart Baird, Kate Baird                                                              | Nominacja | [ 180 ] [ 181 ] |
| 2012 | Nagroda Saturn                                       | Najlepsza muzyka                                                             | Thomas Newman                                                                         | Nominacja | [ 180 ] [ 181 ] |
| 2012 | Nagroda Saturn                                       | Najlepszy makijaż                                                            | Naomi Donne, Donald Mowat, Love Larson                                                | Nominacja | [ 180 ] [ 181 ] |
| 2012 | Amerykańska Gildia Scenografów                       | Najlepsza scenografia w filmie współczesnym                                  | Dennis Gassner                                                                        | Wygrana   | [ 182 ]         |
| 2012 | Empire Awards                                        | Najlepszy film                                                               | Skyfall                                                                               | Wygrana   | [ 183 ]         |
| 2012 | Empire Awards                                        | Najlepszy film brytyjski                                                     | Skyfall                                                                               | Nominacja | [ 183 ]         |
| 2012 | Empire Awards                                        | Najlepszy reżyser                                                            | Sam Mendes                                                                            | Wygrana   | [ 183 ]         |
| 2012 | Empire Awards                                        | Najlepszy aktor                                                              | Daniel Craig                                                                          | Nominacja | [ 183 ]         |
| 2012 | Empire Awards                                        | Najlepsza aktorka                                                            | Judi Dench                                                                            | Nominacja | [ 183 ]         |
| 2012 | Empire Awards                                        | Najlepszy thriller                                                           | Skyfall                                                                               | Nominacja | [ 183 ]         |
| 2012 | Broadcast Film Critics Association Awards            | Najlepszy aktor drugoplanowy                                                 | Javier Bardem                                                                         | Nominacja | [ 184 ]         |
| 2012 | Broadcast Film Critics Association Awards            | Najlepsza aktorka drugoplanowa                                               | Judi Dench                                                                            | Nominacja | [ 184 ]         |
| 2012 | Broadcast Film Critics Association Awards            | Najlepsze zdjęcia                                                            | Roger Deakins                                                                         | Nominacja | [ 184 ]         |
| 2012 | Broadcast Film Critics Association Awards            | Najlepsza piosenka                                                           | „Skyfall” (Adele Adkins, Paul Epworth)                                                | Wygrana   | [ 184 ]         |
| 2012 | Broadcast Film Critics Association Awards            | Najlepszy film akcji                                                         | Skyfall                                                                               | Wygrana   | [ 184 ]         |
| 2012 | Broadcast Film Critics Association Awards            | Najlepszy aktor w filmie akcji                                               | Daniel Craig                                                                          | Wygrana   | [ 184 ]         |
| 2012 | Broadcast Film Critics Association Awards            | Najlepsza aktorka w filmie akcji                                             | Judi Dench                                                                            | Nominacja | [ 184 ]         |
| 2012 | Chicago Film Critics Association                     | Najlepsza aktorka drugoplanowa                                               | Judi Dench                                                                            | Nominacja | [ 185 ]         |
| 2012 | Chicago Film Critics Association                     | Najlepsze zdjęcia                                                            | Roger Deakins                                                                         | Nominacja | [ 185 ]         |
| 2012 | Chicago Film Critics Association                     | Najlepszy montaż                                                             | Stuart Baird                                                                          | Nominacja | [ 185 ]         |
| 2012 | London Film Critics Circle Awards                    | Aktor roku w roli drugoplanowej                                              | Javier Bardem                                                                         | Nominacja | [ 186 ]         |
| 2012 | London Film Critics Circle Awards                    | Aktorka roku w roli drugoplanowej                                            | Judi Dench                                                                            | Nominacja | [ 186 ]         |
| 2012 | London Film Critics Circle Awards                    | Brytyjski lub irlandzki film roku                                            | Skyfall                                                                               | Nominacja | [ 186 ]         |
| 2012 | London Film Critics Circle Awards                    | Brytyjski aktor roku                                                         | Daniel Craig                                                                          | Nominacja | [ 186 ]         |
| 2012 | London Film Critics Circle Awards                    | Brytyjska aktorka roku                                                       | Judi Dench (dodatkowo nominowana za rolę w The Best Exotic Marigold Hotel)            | Nominacja | [ 186 ]         |
| 2012 | Los Angeles Film Critics Association Awards          | Najlepsze zdjęcia                                                            | Roger Deakins                                                                         | Wygrana   | [ 187 ]         |
| 2012 | Producers Guild of America Awards                    | Najlepszy producent filmowy                                                  | Barbara Broccoli, Michael G. Wilson                                                   | Nominacja | [ 188 ]         |
| 2012 | Screen Actors Guild Awards                           | Najlepszy aktor drugoplanowy                                                 | Javier Bardem                                                                         | Nominacja | [ 189 ]         |
| 2012 | Screen Actors Guild Awards                           | Najlepszy zespół kaskaderski                                                 |                                                                                       | Wygrana   | [ 189 ]         |
| 2012 | Washington D.C. Area Film Critics Association Awards | Najlepszy aktor drugoplanowy                                                 | Javier Bardem                                                                         | Nominacja | [ 190 ]         |
| 2012 | Washington D.C. Area Film Critics Association Awards | Najlepsze zdjęcia                                                            | Roger Deakins                                                                         | Nominacja | [ 190 ]         |
| 2013 | International Film Music Critics Association Awards  | Najlepsza oryginalna ścieżka dźwiękowa do filmu akcji/przygodowego/thrillera | Thomas Newman                                                                         | Wygrana   | [ 191 ]         |
| 2014 | Nagroda Grammy                                       | Najlepsza ścieżka muzyczna w formach wizualnych                              | Thomas Newman                                                                         | Wygrana   | [ 192 ]         |
| 2014 | Nagroda Grammy                                       | Najlepsza piosenka napisana dla formy wizualnej                              | „Skyfall” (Adele Adkins, Paul Epworth)                                                | Wygrana   | [ 192 ]         |